# Unité de distribution d'énergie

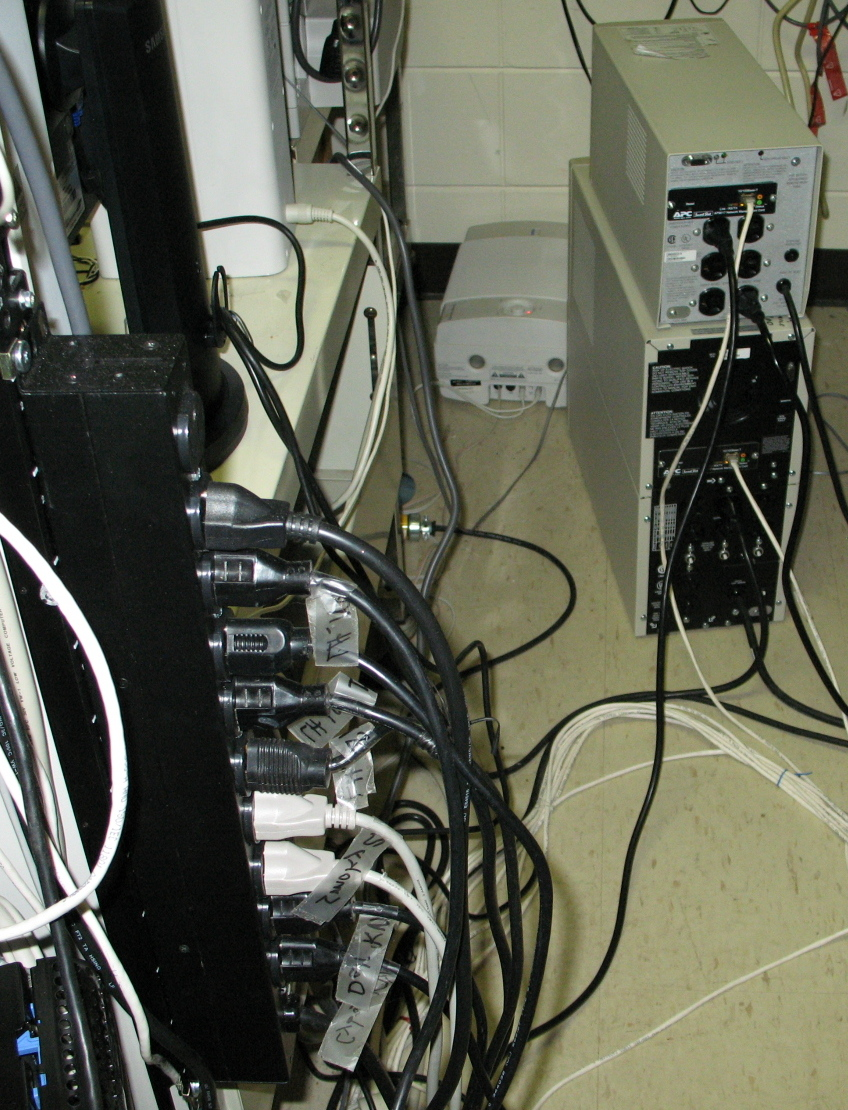
Exemple de PDU (Power Distribution Unit).

Une unité de distribution d'énergie ou unité de distribution d'alimentation - également connu sous le nom anglais de power distribution unit (PDU) ou mains distribution unit (MDU) - est un dispositif équipé de plusieurs sorties permettant la distribution d'électricité, en particulier des serveurs montés en rack et des équipements de réseaux et de télécommunications, situé dans les centres de traitement de données.
Ces dispositifs (PDU) permettent une distribution fiable de l’énergie pour les dispositifs de puissance faible à moyenne, intégrés dans des baies informatiques monté soit en rack utilisant des « U » pour quantifier l'espace utilisé, ou attaché latéralement sur le montant d'un rack, cette dernière option ne nécessite aucun espace en termes de « U ».
L’unité de distribution d’alimentation simplifie également les raccordements électriques des équipements et offre un gain de temps considérable lors des procédures d’installation grâce à sa simplicité de configuration.
La consommation des serveurs pour chaque prise de sortie peut être mesurée et conservée pour assurer une meilleure gestion. Les prises individuelles peuvent aussi être contrôlées à distance par protocole SNMP.
Certains PDUs peuvent mesurer la consommation à la prise permetteant une gestion détaillée de l'énergie au niveau de la baie, optimisant ainsi l'urbanisation du centre de données, ces PDUs sont dits « intelligents » (pour Smart PDUs en anglais). Ces mesures permettent de mieux gérer la disponibilité électrique, en évitant les surcharges et en optimisant l'utilisation des ressources dans la baie.
Mesures par PDUs « intelligents » combiné au DCIM (Data Center Infrastructure Management) :
L'intégration des PDUs dits « intelligents » avec un logiciel DCIM (Data Center Infrastructure Management) permet de calculer la consommation moyenne dans le datacenter pour des modèles précis. Cela permet une gestion plus fine de l'énergie, identifiant les équipements sous-utilisés ou surchargés.
On obtient grâce à cette combinaison unique une mesure détaillée de la consommation d'énergie, un contrôle à distance des prises, une gestion de la température et de l'humidité ainsi que des alertes en temps réel.
Notons également que la combinaison du DCIM (Data Center Infrastructure Management) et des PDUs permettra de suivre des indicateurs d’efficacité énergétique, tels que le PUE.